# Conde-duque
Conde-duque foi um título nobiliárquico espanhol atribuído aos condes de Olivares (conde por herança e duque por mercê real) e aos duques de Sanlúcar la Mayor.[carece de fontes?]